# Trommesyge
Trommesyge er en sygdom, hvor der sker voldsom luftudspiling af tarmsystemet forårsaget af luftproducerende bakterier i tarmfloraen.
Trommesyge findes hos drøvtyggere, især hos kvæg.
Sygdommen optræder mest om foråret, når kvæget kommer på græs.
De forspiser sig i saftigt græs eller kløver. Koen har fire maver, og de tygger drøv.
Ved trommesyge, spiles vommen voldsomt op, det er meget smertefuldt.
En dyrlæge eller anden kyndig person kan punktere vommen med et spyd beregnet til formålet, for at lindre smerterne.
Gribes der ikke ind, er der stor risiko for, at dyret vil dø under store smerter.
Det specielle spyd består af et rør med en flange. Inde i røret er et spyd der punkterer vommen. Spyddet trækkes ud, og røret med flangen sidder tilbage.
Via røret kan gassen trænge ud.